# Guy & Smith
Guy & Smith is een voormalig warenhuis in Grimsby in het Engelse graafschap Lincolnshire. Het bedrijf was actief van 1871 tot maart 2020. Vanaf 1969 maakte het deel uit van warenhuisbedrijf House of Fraser.

## Geschiedenis
In oktober 1850 opende Joseph Guy een stoffenwinkel in North St Mary's Gate, waar sinds 1801 de stoffenhandel van de heer Snow was gevestigd. 
In 1871 werd Joseph Smith als partner aangenomen en werd in een nieuw pand aan 19 Victoria Street in Grimsby de winkel Guy & Smith geopend. In 1913 was de winkel herbouwd en waren de afdelingen dames-, heren- en kinderkleding, modeaccessoires en meubels. In 1920 werd het bedrijf ingeschreven als een rechtspersoon, waarna het bleef uitbreiden met de aankoop van aangrenzende winkels, waaronder Lister's porseleinwinkel en de pianowinkel Holder Brothers.
Het bedrijf bleef een onafhankelijk bedrijf tot 1969, toen het werd overgenomen door House of Fraser en een jaar later werd omgedoopt tot Binns. In 1971 werd de winkel volledig herbouwd met een vloeroppervlak van bijna 9.300 m². In juni 2018 werd de winkel omgedoopt tot House of Fraser. In maart 2020 werd het warenhuis definitief gesloten. 